# Gara Meuse TGV
Gara Meuse TGV, sau Meuse TGV - Voie sacrée, este o gară feroviară franceză TGV, situată pe linia de mare viteză LGV Est européenne, pe teritoriul comunei Les Trois-Domaines, între Bar-le-Duc la sud și Verdun la nord, în departamentul Meuse, în regiunea Grand Est.
Ea este una dintre cele trei gări noi ale liniei de mare viteză LGV Est européenne, aflată în serviciu din 10 iunie 2007, alături de gările Lorraine TGV și Champagne-Ardenne TGV.

## Situație feroviară
Situată la o altitudine de 276 de metri, gara Meuse TGV este situată la punctul kilometric (PK) 213,572 al liniei de mare viteză LGV Est européenne, între gările noi Champagne-Ardenne TGV (la 100 km vest) și Lorraine TGV (la 68 km est).

## Istorie

### Construcție și punere în funcțiune
În timpul dezbaterilor privind LGV Est, oficialii aleși din Meuse și Haute-Marne au susținut o rută sudică, prin Troyes și Nancy, care ar fi permis construirea unei gări în Saudrupt, între Bar-le-Duc și Saint-Dizier.
Philippe Essig, inginerul general responsabil cu coordonarea comisiei care a definit traseul actual, nu a văzut interesul unei opriri între Verdun și Bar-le-Duc. El a menționat problemele de acces rutier și s-a temut de o concurență cu deservirea Bar-le-Duc. Prin urmare, a recomandat măsuri de precauție simple, în așteptarea realizării proiectelor de urbanism care ar justifica o gară.
Crearea sa este o cerință a lui Rémi Herment, președintele consiliului general din Meuse, care a amenințat în 1988 că își va retrage finanțarea dacă gara ar fi abandonată. El s-a declarat pregătit să finanțeze deficitul de exploatare al gării. Gérard Longuet, pe atunci președintele Consiliului Regional și senator de Meuse, a sprijinit de asemenea realizarea gării.
Proiectul inițial a fost estimat la 2,9 milioane de euro în ianuarie 2002, dar departamentul a decis să construiască gara din lemn pentru a valorifica sectorul său local, iar bugetul a crescut la 3,83 milioane de euro. Costul final a fost de 5,16 milioane de euro în decembrie 2008.
Punerea primei pietre de temelie are loc pe 13 aprilie 2006.
Inaugurarea a avut loc pe 25 mai 2007 în prezența, printre alții, a lui Christian Namy, președintele Consiliului General din Meuse, Guillaume Pepy, directorul general executiv al SNCF, și Jean-Marie Duthilleul, directorul de amenajare al SNCF.
Punerea în funcțiune comercială a avut loc pe 10 iunie 2007.

## Gara

### Arhitectură
Arhitectul gării este Jean-Marie Duthilleul, directorul de amenajare al SNCF.
Conform dorinței Consiliului General din Meuse, gara a fost construită din lemn local. Structura sa este din bușteni de pin, iar acoperișul din stejar și larice. Este prima gară franceză construită din lemn de la gara Abbeville din 1856.
Clădirea călătorilor are o suprafață de 310 m², cu un acoperiș lung de 40 m.
Silueta sa este inspirată de cea a satelor din regiune, cu un luminator de 16 metri înălțime care amintește de un clopotniță.
Luminatoroul, echipat în interior cu reflectoare din inox, servește ca puț de lumină.
Arhitectura gării a fost distinsă cu un Premiu Brunel în 2008.

## Deservire
Gara este deservită de trenuri care asigură mai multe legături:
- Paris-Est - Nancy-Ville;
- Paris-Est - Metz-Ville;
- Paris-Est - Saint-Dié-des-Vosges;
- Paris-Est - Remiremont;
- Paris-Est - Strasbourg;
- Strasbourg - Bordeaux-Saint-Jean;
- Strasbourg - Bruxelles-Midi (via Aeroportul Charles-de-Gaulle 2 TGV);
- Strasbourg - Rennes (via Aeroportul Charles-de-Gaulle 2 TGV și Marne-la-Vallée - Chessy).